# Lycaeides apenninophila
Lycaeides apenninophila är en fjärilsart som beskrevs av Ruggero Verity 1919. Lycaeides apenninophila ingår i släktet Lycaeides och familjen juvelvingar. Inga underarter finns listade i Catalogue of Life.